# Großmuß
Großmuß ist ein Gemeindeteil der Gemeinde Hausen im niederbayerischen Landkreis Kelheim. Bis zum 31. Dezember 1977 bildete es eine selbstständige Gemeinde.

## Lage
Großmuß liegt in der Hallertau in der Nähe der A 93 etwa drei Kilometer südwestlich von Hausen.

## Geschichte
Die ersten Hinweise auf Großmuß, dessen Name sich von einem „großen Moos“ herleitet, sind die urkundlichen Nennungen von Muzze, Musse und Mussa nach dem Jahre 1000 in den Schenkungsurkunden der umliegenden Klöster Weltenburg und Rohr, indem hier ansässige Zeugen beim Kauf oder Tausch unterschrieben. Das Kloster St. Emmeram in Regensburg hatte zudem in Mussa einen Gutshof. 
Die Urkunden und Urbare des Klosters Weltenburg erbrachten den Beweis, dass Großmuß nicht von St. Emmeram, sondern vom Kloster Weltenburg kultiviert wurde. Im Jahre 1128 besaß das Kloster Weltenburg in Großmuß drei Höfe. Die Bezeichnung Großmuß findet sich erstmals in einer Urkunde des Klosters vom 10. März 1447, als der Hof und das Gut zu Großmuß an den Pfarrer Sigmund Werder von St. Emmeram in Regensburg zu einem Kaufpreis von 60 Pfund Regensburger Pfennigen verkauft wurde.
Aus den Aufzeichnungen von Pfarrer Werder kann man auf die Größe des Dorfes und dessen Bauernhöfen schließen. Daraus und aus den Niederschriften über die Zehentleistungen an das Kloster Weltenburg ist zu erkennen, dass es sich um recht stattliche und ertragreiche Höfe handelte, bis 1803 im Jahr der Säkularisation in Bayern deren Aufteilung erfolgte.
Die Gemeinde Großmuß gehörte zum Landgericht Kelheim und zuletzt zum Landkreis Kelheim. Sie wurde im Zuge der Gebietsreform in Bayern am 1. Januar 1978 in die Gemeinde Hausen eingegliedert. Die 727 Hektar große Gemarkung Großmuß unterteilt sich heute in etwa 177 Hektar Wald, 50 Hektar Gebäude und Straßenfläche und 500 Hektar landwirtschaftlich genutzte Fläche. Durch den Anbau der Sonderkultur Hopfen gehört Großmuß zum Anbaugebiet Hallertau. 1987 hatte Großmuß 462 Einwohner, 2018 waren es 570 Einwohner.

## Sehenswürdigkeiten
- Pfarrkirche St. Georg. Der gotische Bau der ersten Hälfte des 14. Jahrhunderts wurde in der Barockzeit verändert. Er enthält Fresken des 15. Jahrhunderts.

## Vereine
- Freiwillige Feuerwehr Großmuß
- KLJB Großmuß. 1966 wurde der Katholische Burschenverein, unter Vorstand Johann Kellerer, in die Katholische Landjugend überführt.
- Kriegerverein Großmuß
- OGV Großmuß/Herrnwahlthann
- SV Großmuß